# Companyia de Santa Teresa de Jesús
|  | Teresianes redirigeix cap aquí. Per a altres significats, vegeu Teresianes (desambiguació). |

La Companyia de Santa Teresa de Jesús (en castellà Compañía de Santa Teresa de Jesús) és un institut religiós femení, concretament una congregació religiosa de germanes, les membres de la qual, anomenades també Teresianes, posposen al seu nom les sigles S.T.J. Va ser fundada en 1876 a Tarragona per sant Enric d'Ossó.

## Història
La congregació va néixer el 23 de juny de 1876 a Tarragona, per obra d'Enric d'Ossó i Cervelló (1840-1896), que va projectar una associació d'educadors laics per a l'educació cristiana i la formació professional de les noies.
Les primeres comunitats foren les de Tarragona i Jesús (Tortosa); el 31 de desembre de 1878, les primeres germanes van vestir l'hàbit i el 15 d'octubre de 1882 feren els seus vots solemnes. La Companyia va rebre el decretum laudis el 16 de setembre del 1888 i obtingué l'aprovació definitiva de la Santa Seu el 18 de desembre de 1908. Les constitucions religioses van ser aprovades el 18 de maig de 1903 i revisades en 1971.

## Activitats i difusió
Les germanes teresianes es dediquen a la instrucció i formació de les noies i, ara, també dels nois.
Són presents a Europa (Espanya, Itàlia, França, Portugal), Àfrica (Angola, Burkina Faso, Costa d'Ivori, Moçambic, São Tomé i Príncipe) i Amèrica (Argentina, Bolívia, Brasil, Cuba, Colòmbia, Costa Rica, Equador, Estats Units, Guatemala, Mèxic, Nicaragua, Paraguai, Uruguai, Veneçuela i Xile);.
Al final de 2005 comptaven amb 1.620 religioses en 220 cases.

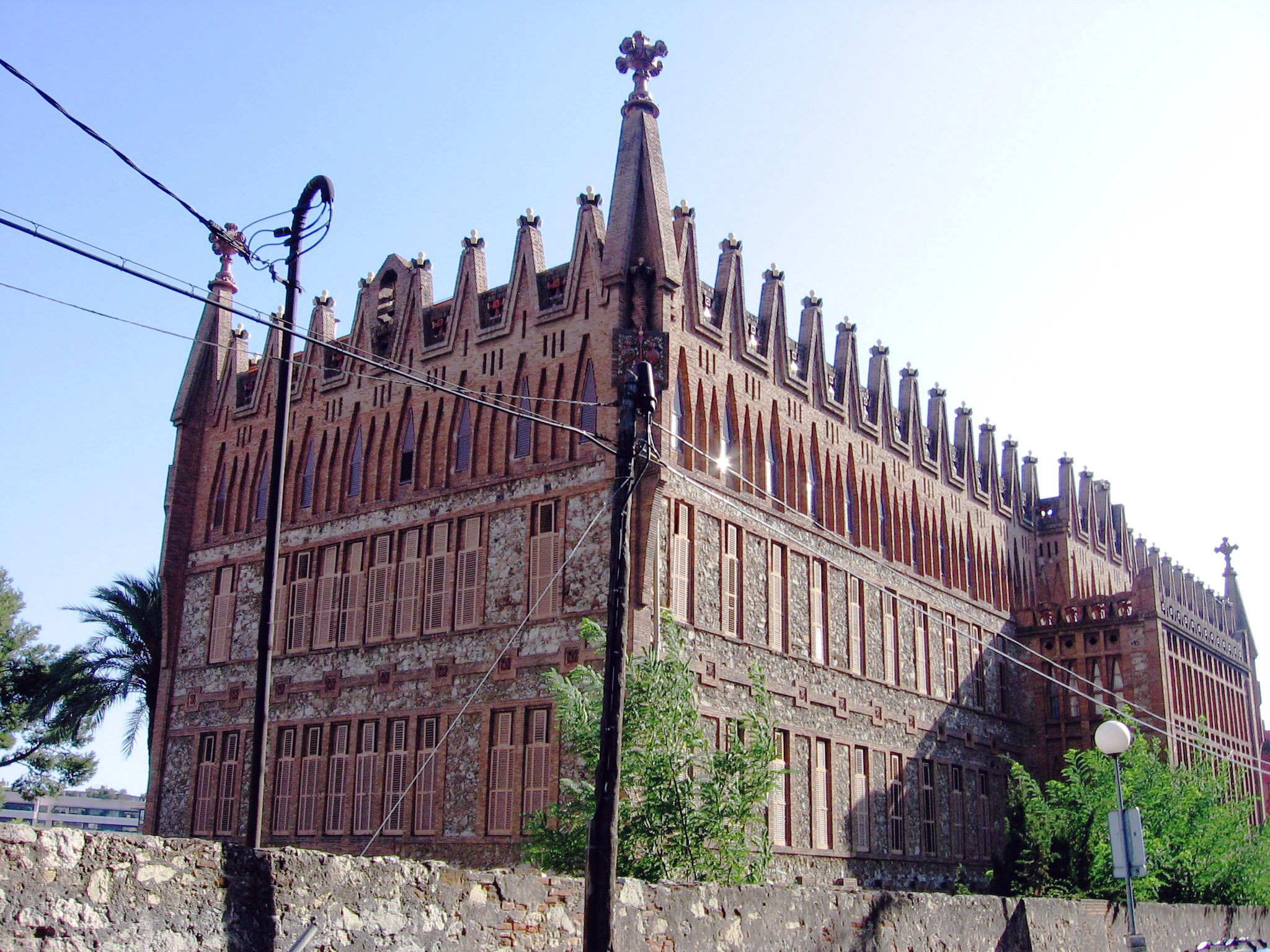
Col·legi de les Teresianes a Sant Gervasi (Barcelona), projectat per Antoni Gaudí en 1888.
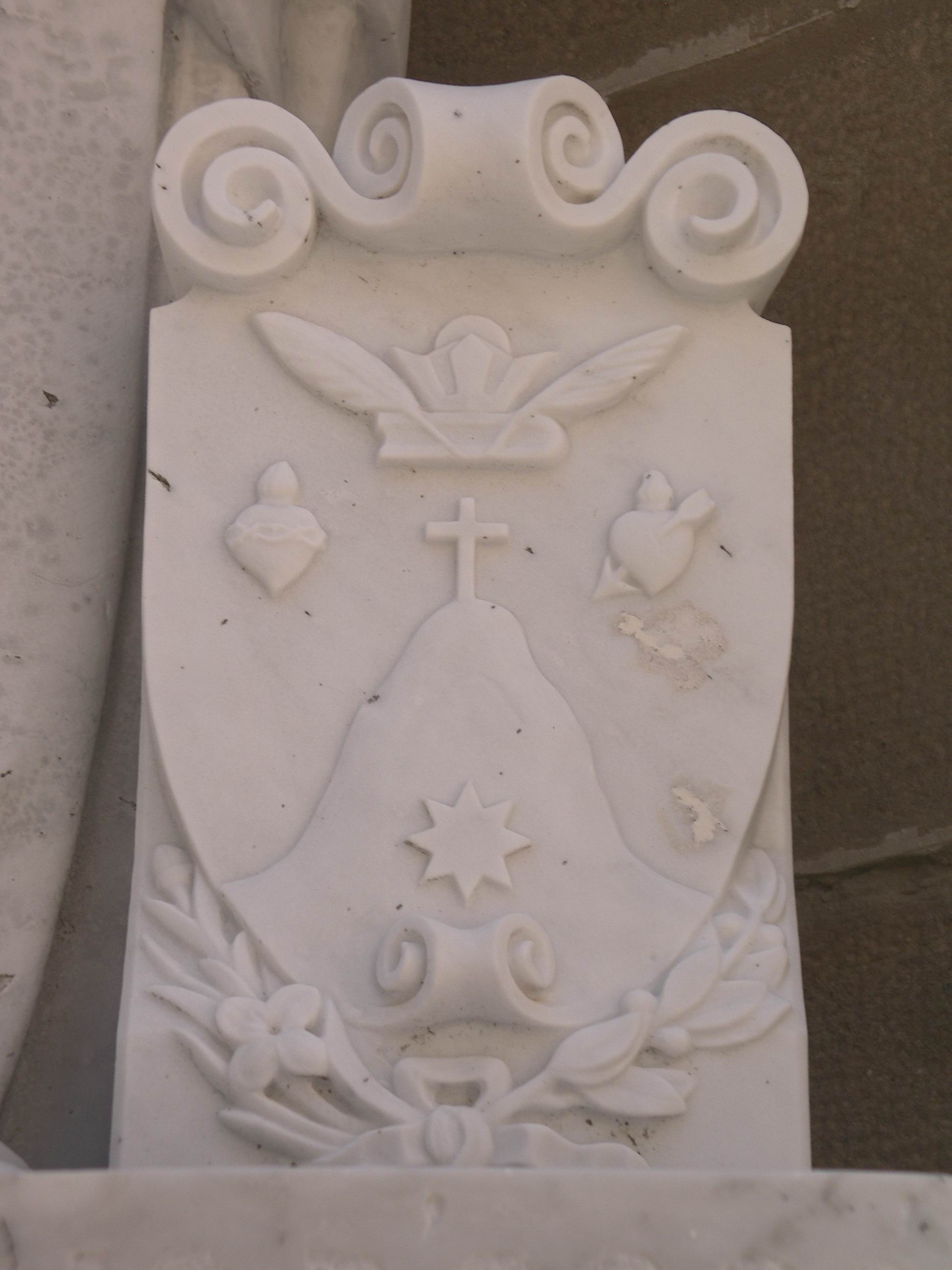
Escut de la congregació al monument a Sant Enric d'Ossó a la plaça de l'Abadia de Montserrat.
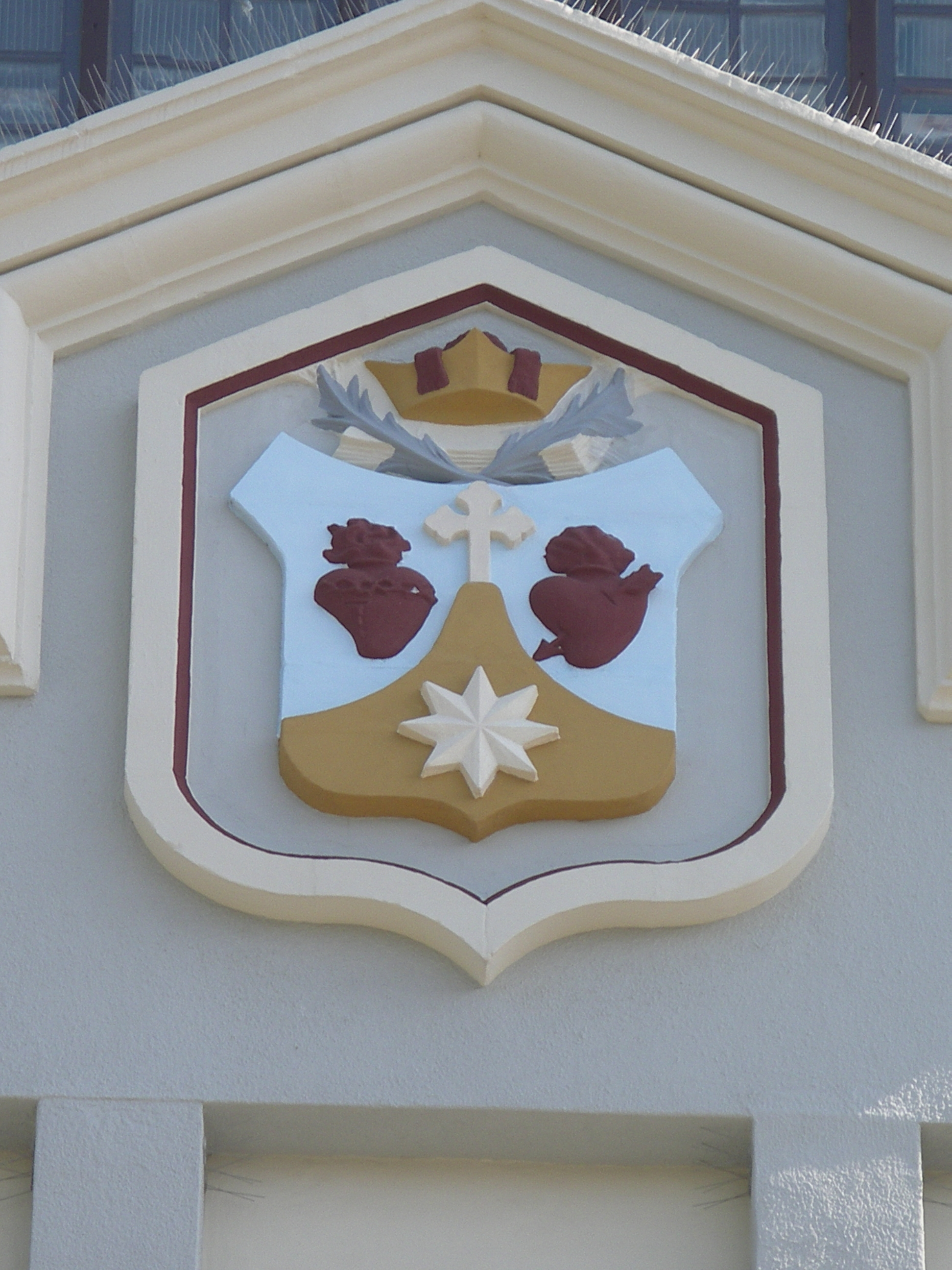
Escut de les teresianes al col·legi de Tortosa